# São João d'Aliança
São João d'Aliança est une municipalité brésilienne de l'État de Goiás et la microrégion de la Chapada dos Veadeiros.